# Clive Dewey
Clive John Dewey (geboren 1945) ist ein  britischer Historiker, der sich in seiner Arbeit auf die wirtschaftliche und soziale Geschichte Indiens sowie auf die Analyse des britischen Imperialismus und Kolonialismus spezialisierte. Er lehrte als Lecturer bzw. Reader für Wirtschaftsgeschichte an der University of Leicester.

## Werk
Mit einer Arbeit über das official mind (Haltungen, Annahmen, Prioritäten und Politik der maßgeblichen imperial-britischen Entscheidungsträger) und das Problem der landwirtschaftlichen Verschuldung in Indien 1870–1910 wurde Dewey 1972 an der Universität Cambridge zum Ph.D. promoviert.

### Hauptwerke
In seinem Werk Anglo-Indian Attitudes. The Mind of the Indian Civil Service (1993) untersucht er die Denkweise und Einstellungen der britischen Kolonialverwaltung in Indien. Er zeigt, dass viele Beamte paternalistische und oft rassistische Ansichten hatten, sich aber auch als moralische Verwalter Indiens sahen.
In Steamboats on the Indus. The Limits of Western Technological Superiority in South Asia (2014) beleuchtet er die Grenzen der technischen Überlegenheit der sogenannten westlichen Welt. Die britische Einführung von Dampfschiffen auf dem Indus zeigte die Grenzen der Technologie, da lokale geografische, wirtschaftliche und soziale Bedingungen ihren Erfolg einschränkten.

### Weitere Thesen
Dewey argumentiert, dass der britische Kolonialismus Indiens wirtschaftliche Entwicklung hemmte, anstatt sie zu fördern. Die Landreformen und die Steuerpolitik des Empire führten zur Verarmung der Bauernschaft und zur Schwächung lokaler Wirtschaftskreisläufe. Er betonte, dass britische Maßnahmen oft nicht mit den Realitäten der indischen Landwirtschaft kompatibel waren. Die Einführung kapitalistischer Prinzipien in einer vorindustriellen Gesellschaft führte nicht zur Modernisierung, sondern verstärkte soziale Ungleichheiten.

## Schriften (Auswahl)
- The Settlement Literature of the Greater Punjab. A Handbook. Manohar Publishers and Distributors, Neu-Delhi 1991, ISBN 978-8185425221.
- The Passing of Barchester. Bloomsbury Academic, 2003 [1991], ISBN 978-1852850395.
- Anglo-Indian Attitudes: Mind of the Indian Civil Service. Bloomsbury Academic, 2003 [1993], ISBN 978-1852850975.
- Steamboats on the Indus. The Limits of Western Technological Superiority in South Asia. Oxford University Press, 2014, ISBN 978-0198092193.